# Anna Frithioff
Anna Katarina Elisabet Frithioff (* 4. Dezember 1962 in Gränna) ist eine ehemalige schwedische Skilangläuferin.

## Werdegang
Frithioff, die für den Kvarnsevedens SK startete, debütierte im März 1992 in Funäsdalen im Skilanglauf-Weltcup. Dort belegte sie den siebten Platz über 5 km klassisch und erreichte damit ihre beste Einzelplatzierung im Weltcup. Im Jahr 1991 und 1992 siegte sie beim Tjejvasan. Bei den Nordischen Skiweltmeisterschaften 1993 in Falun errang sie den 24. Platz über 5 km klassisch und den sechsten Platz mit der Staffel. Ihre besten Platzierungen bei den Olympischen Winterspielen 1994 in Lillehammer waren der 13. Platz über 30 km klassisch und der sechste Rang mit der Staffel. Im März 1994 wurde sie beim Weltcup in Falun Dritte mit der Staffel und errang zum Saisonende den 30. Platz im Gesamtweltcup. Im folgenden Jahr holte sie bei den Nordischen Skiweltmeisterschaften 1995 in Thunder Bay die Bronzemedaille mit der Staffel. Beim folgenden Weltcup in Sapporo kam sie mit der Staffel auf den dritten Platz. Zudem belegte sie den 29. Platz im Verfolgungsrennen, den 22. Rang über 15 km klassisch und den neunten Platz über 5 km klassisch. Von 1996 bis 1998 wurde sie dreimal schwedische Meisterin mit der Staffel von Kvarnsevedens SK. Zudem siegte sie 1997 über 30 km. Ihre besten Resultate bei den Nordischen Skiweltmeisterschaften 1997 in Trondheim waren der 13. Platz über 5 km klassisch und der neunte Rang mit der Staffel. Zwei Jahre später belegte sie bei den Nordischen Skiweltmeisterschaften 1999 in Ramsau am Dachstein den 54. Platz in der Verfolgung und den 24. Rang über 5 km klassisch. Ihr letztes Weltcuprennen lief sie im März 1999 in Lahti, welches sie auf dem 16. Platz über 10 km klassisch beendete.

## Platzierungen im Weltcup

### Weltcup-Statistik
Die Tabelle zeigt die erreichten Platzierungen im Einzelnen.
- 1.–3. Platz: Anzahl der Podiumsplatzierungen
- Top 10: Anzahl der Platzierungen unter den ersten zehn
- Punkteränge: Anzahl der Platzierungen innerhalb der Punkteränge
- Starts: Anzahl gelaufener Rennen in der jeweiligen Disziplin
- Hinweis: Bei den Distanzrennen erfolgt die Einordnung gemäß FIS.

| Platzierung         | Distanzrennen a | Distanzrennen a | Distanzrennen a | Distanzrennen a | Distanzrennen a | Skiathlon Verfolgung | Sprint | Etappen- rennen b | Gesamt | Team c | Team c  |
| Platzierung         | ≤ 5 km          | ≤ 10 km         | ≤ 15 km         | ≤ 30 km         | > 30 km         | Skiathlon Verfolgung | Sprint | Etappen- rennen b | Gesamt | Sprint | Staffel |
| ------------------- | --------------- | --------------- | --------------- | --------------- | --------------- | -------------------- | ------ | ----------------- | ------ | ------ | ------- |
| 1. Platz            |                 |                 |                 |                 |                 |                      |        |                   |        |        |         |
| 2. Platz            |                 |                 |                 |                 |                 |                      |        |                   |        |        |         |
| 3. Platz            |                 |                 |                 |                 |                 |                      |        |                   |        |        | 3       |
| Top 10              | 2               |                 |                 |                 |                 |                      |        |                   | 2      |        | 9       |
| Punkteränge         | 11              | 1               | 2               | 2               |                 | 3                    | 1      |                   | 20     |        | 9       |
| Starts              | 11              | 3               | 4               | 3               |                 | 6                    | 1      |                   | 28     |        | 9       |
| Stand: Karriereende |                 |                 |                 |                 |                 |                      |        |                   |        |        |         |

### Weltcup-Gesamtplatzierungen
| Saison  | Gesamt | Gesamt | Sprint | Sprint |
| Saison  | Punkte | Platz  | Punkte | Platz  |
| ------- | ------ | ------ | ------ | ------ |
| 1991/92 | 9      | 30.    | –      | –      |
| 1992/93 | 7      | 59.    | –      | –      |
| 1993/94 | 70     | 30.    | –      | –      |
| 1994/95 | 78     | 32.    | –      | –      |
| 1995/96 | 23     | 42.    | –      | –      |
| 1996/97 | 32     | 45.    | –      | -      |
| 1997/98 | 12     | 59.    | 12     | 52.    |
| 1998/99 | 22     | 54.    | 15     | 58.    |